# Melanarta
Melanarta là một chi bướm đêm thuộc họ Noctuidae.